# Jack Maddox
Jack Clinton Maddox (nacido el 10 de diciembre de 1919 en Medicine Mound, Texas y fallecido el 9 de julio de 2006 en Paris, Texas) fue un jugador de baloncesto estadounidense que disputó un partido en la BAA, jugando el resto de su carrera en la NBL. Con 1,91 metros de estatura, jugaba en la posición de escolta.

## Trayectoria deportiva

### Universidad
Jugó durante su etapa universitaria en los Buffaloes de la Universidad de West Texas A&M, siendo elegido en 1942 en el segundo mejor quinteto de la desaparecida Border Conference.

### Profesional
Tras cumplir con el servicio militar en el Cuerpo de Marines de los Estados Unidos durante la Segunda Guerra Mundial, en 1946 fichó por los Oshkosh All-Stars de la NBL, con los que disputó dos temporadas, siendo la más destacada la segunda, en la que promedió 5,9 puntos por partido.
Tras jugar un único partido con los Indianapolis Jets de la BAA, fichó por los Hammond Calumet Buccaneers, donde completó su última temporada como profesional, promediando 5,6 puntos por partido.

#### Estadísticas en la BAA

##### Temporada regular
| Temporada | Edad | Equipo            | Liga | Pos. | P | TIT | MIN | TC  | TCA | %TC | 3P | 3PA | %3P | TL  | TLA | %TL | R.OF. | R.DEF. | REB | ASIS | ROB | TAP | PER | FP  | PTS |
| 1948-49   | 29   | Indianapolis Jets | BAA  |      | 1 |     |     | 0.0 | 0.0 |     |    |     |     | 0.0 | 0.0 |     |       |        |     | 1.0  |     |     |     | 0.0 | 0.0 |
| Total     |      |                   | BAA  |      | 1 |     |     | 0.0 | 0.0 |     |    |     |     | 0.0 | 0.0 |     |       |        |     | 1.0  |     |     |     | 0.0 | 0.0 |